# Bergbautechnik

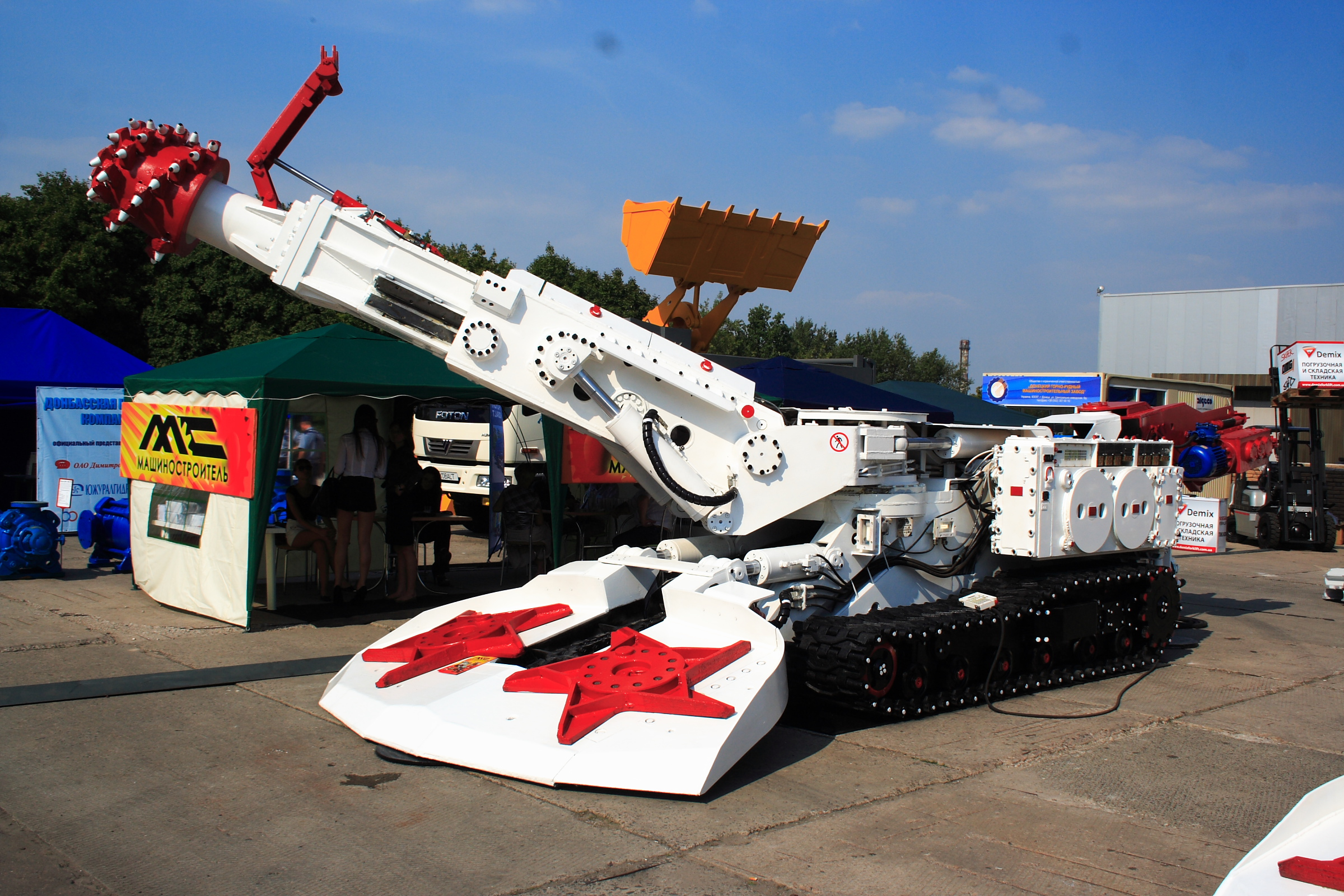
Eine Teilschnittmaschine, ausgestellt auf einer Messe für Bergbautechnik in Donezk, Ukraine

Die Bergbautechnik (seltener auch Bergbautechnologie genannt) ist der Teilbereich der Technik (bzw. Technologie), der im Bergbau zur Anwendung kommt. In der bergmännischen Fachsprache wird auch kurz von Bergtechnik gesprochen, wobei dieser Begriff von manchen als Synonym für die gesamte Bergbautechnik (oder sogar als Sammelbegriff darüber hinaus), von anderen nur als Bezeichnung für die Bergbautechnik im engeren Sinne (als Mittel zur Extraktion von Lagerstätten) verwendet wird.

## Inhalte
Die Bergbautechnik umfasst alle technischen Aspekte des Bergbaus, also der Aufsuchung, Erschließung und Gewinnung von Rohstoffen aus der Erdkruste im Tiefbau oder im Tagebau, einschließlich der dafür erforderlichen Hilfstechniken (wie Fördertechnik, Bewetterung, Wasserhaltung etc.). Im weiteren Sinne wird auch die Aufbereitung der gewonnenen Rohstoffe dazugerechnet.
Zur Bergbautechnik gehören alle im Bergbau eingesetzten technischen Hilfsmittel wie Anlagen, Maschinen, Geräte, Werkzeuge, Fahrzeuge und Bauteile, deren Konstruktion, Herstellung, Einsatz, Betrieb, Wartung etc. Ebenfalls Bestandteil der Bergbautechnik sind die im Bergbau angewendeten technischen Verfahren, Methoden und Arbeitsweisen.
Die Abgrenzung der Bergbautechnik von anderen, nicht-technischen Teilbereichen des Bergbaus, wie etwa dem betriebswirtschaftlichen („Bergwirtschaft“) oder dem juristischen („Bergrecht“) und auch die Abgrenzung von den geowissenschaftlichen Grundlagen, ist nicht immer scharf zu ziehen.
Entsprechend den Anwendungsbereichen gibt es starke Überschneidungen mit anderen technischen Fachdisziplinen, aus denen die Techniken entlehnt sind oder die ähnliche Techniken verwenden, beispielsweise mit
- dem Maschinenbau für den Bau der Bergbaumaschinen, -geräte, -fahrzeuge und -werkzeuge, …
- dem Bauingenieurwesen (insbes. Geotechnik, Tief- und Spezialtiefbau) für die Herstellung und den Ausbau des Grubengebäudes
- der Verfahrenstechnik für die Rohstoff-Aufbereitung

## Berufsausbildung
Die Berg(bau)technik ist ein integraler Bestandteil der Ausbildung zu verschiedenen technisch orientierten Berufen im Montanwesen und angrenzenden Fachdisziplinen, darunter z. B.:
- Ausbildungsberufe und Techniker:
  - Berg- und Maschinenmann
  - Bergbautechnologe
  - Techniker für Bergwesen in Österreich[2]
  - Techniker – Bergbautechnik in Deutschland[3]
  - Vermessungstechniker mit Schwerpunkt Bergvermessung
- Ingenieure und andere universitäre Ausbildungen:[4]
  - Ingenieur für Bergbau[5]
  - Ingenieur für Geotechnik / Geotechnologie
  - Rohstoffingenieur
  - Vermessungsingenieur, Geoinformatiker